# Korbielów
Korbielów ist ein Winterkurort und eine Ortschaft mit einem Schulzenamt der Gemeinde Jeleśnia im Powiat Żywiecki der Woiwodschaft Schlesien in Polen.

## Geographie
Der Ort liegt am Bach Glinna in den Saybuscher Beskiden (Beskid Żywiecki) an den östlichen Abhängen von Pilsko, etwa 20 km südöstlich von Żywiec.

## Geschichte
Der Ort wurde innerhalb der Herrschaft Saybusch etwa an der Wende des 15. Jahrhunderts von Walachen auf Rodungsland gegründet.
Bei der Ersten Teilung Polens kam das Dorf 1772 zum neuen Königreich Galizien und Lodomerien des habsburgischen Kaiserreichs (ab 1804).
Im Jahre 1865 wurde der neue Weg nach Oravská Polhora und Orava durch Korbielów und Pass Glinne eröffnet, vorher führte der sogenannte Kupferweg (oder Thurzoweg) durch Krzyżówki und über den Pass Półgórska.
1918, nach dem Ende des Ersten Weltkriegs und dem Zusammenbruch der k.u.k. Monarchie, kam Korbielów zu Polen. Unterbrochen wurde dies nur durch die Besetzung Polens durch die Wehrmacht im Zweiten Weltkrieg. Es gehörte dann zum Landkreis Saybusch im Regierungsbezirk Kattowitz in der Provinz Schlesien (seit 1941 Provinz Oberschlesien).
In den 1970en Jahren entwickelte sich Korbielów zum Wintersportgebiet. Die römisch-katholische Pfarrei wurde im Jahre 1993 errichtet.
Von 1975 bis 1998 gehörte Korbielów zur Woiwodschaft Bielsko-Biała.

## Sehenswürdigkeiten
- Römisch-katholische Kirche unter Obhut von Domikikanern, erbaut 1931–1936
- Holzkapelle, erbaut 1866

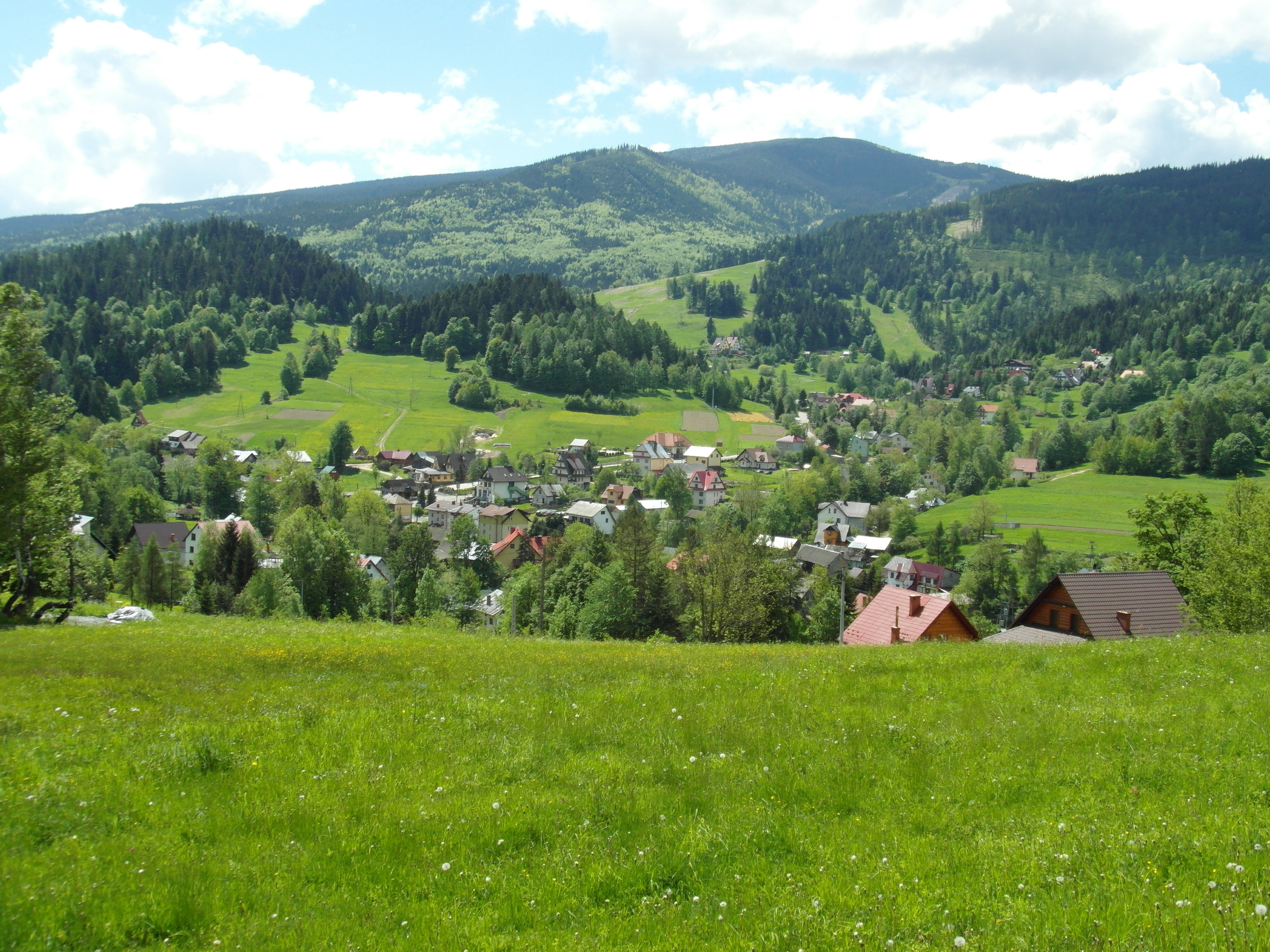
Blick auf dem Dorf
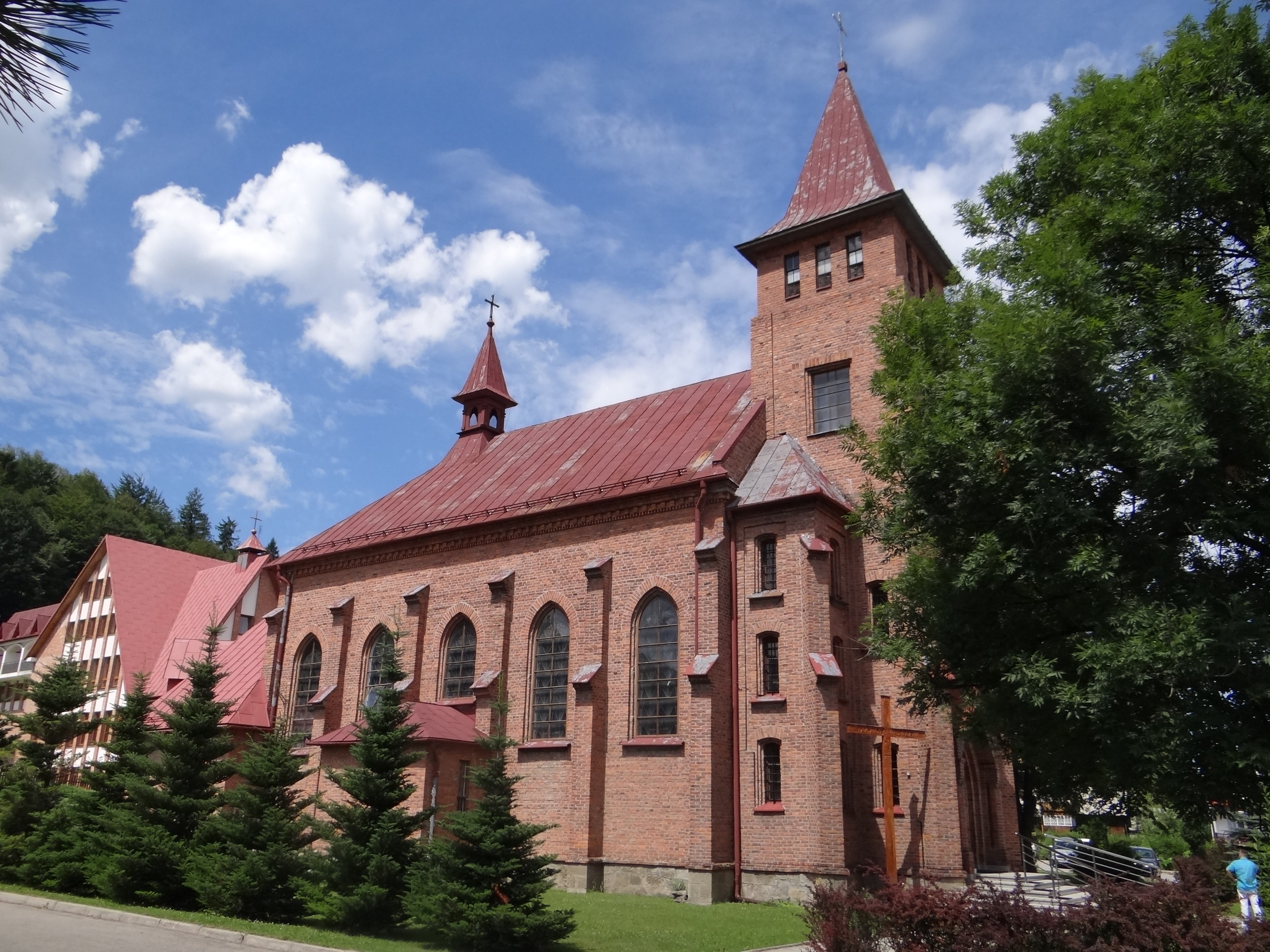
Römisch-katholische Kirche
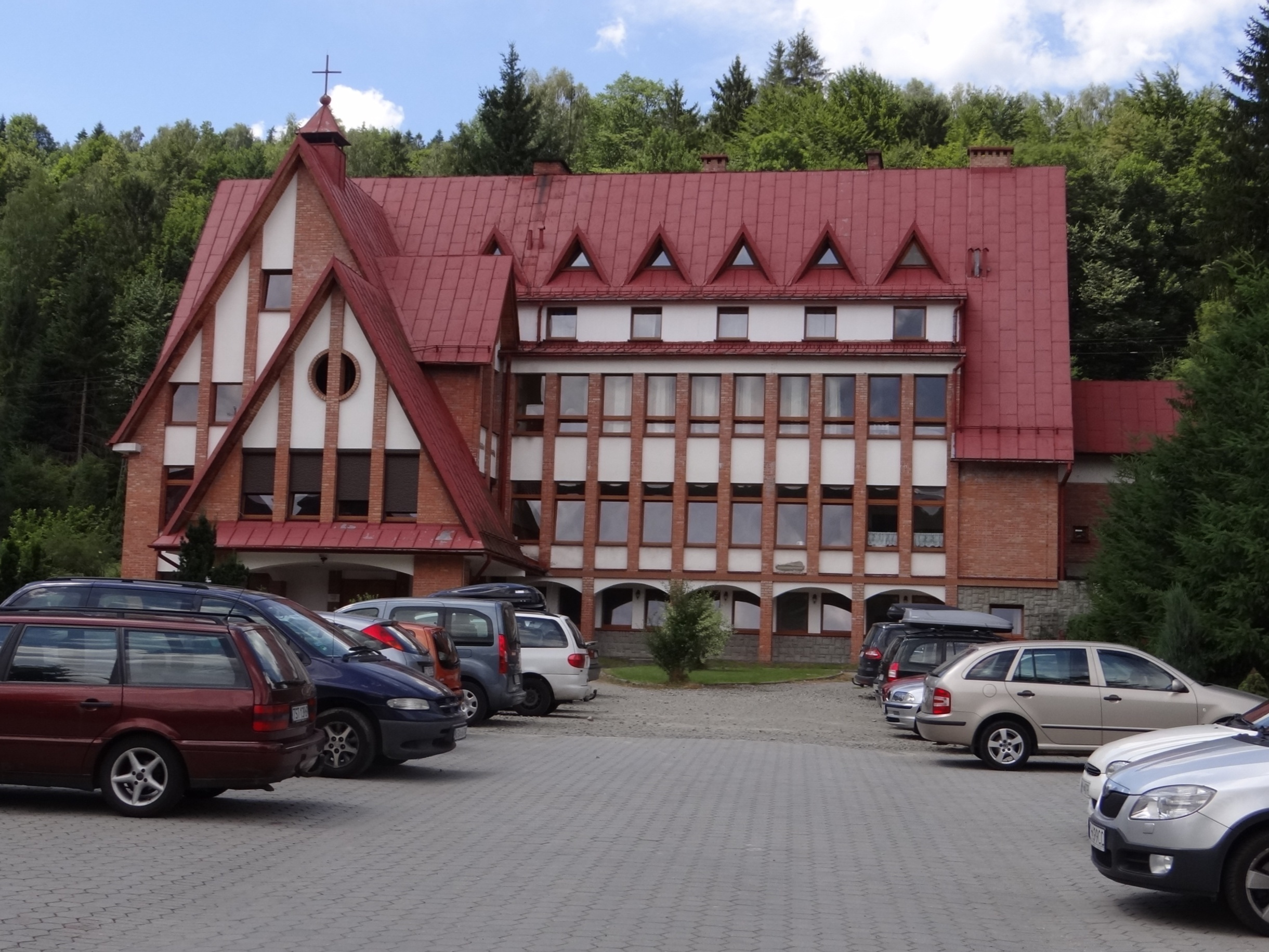
Kloster, von Dominikanern (erbaut 1988–1994)
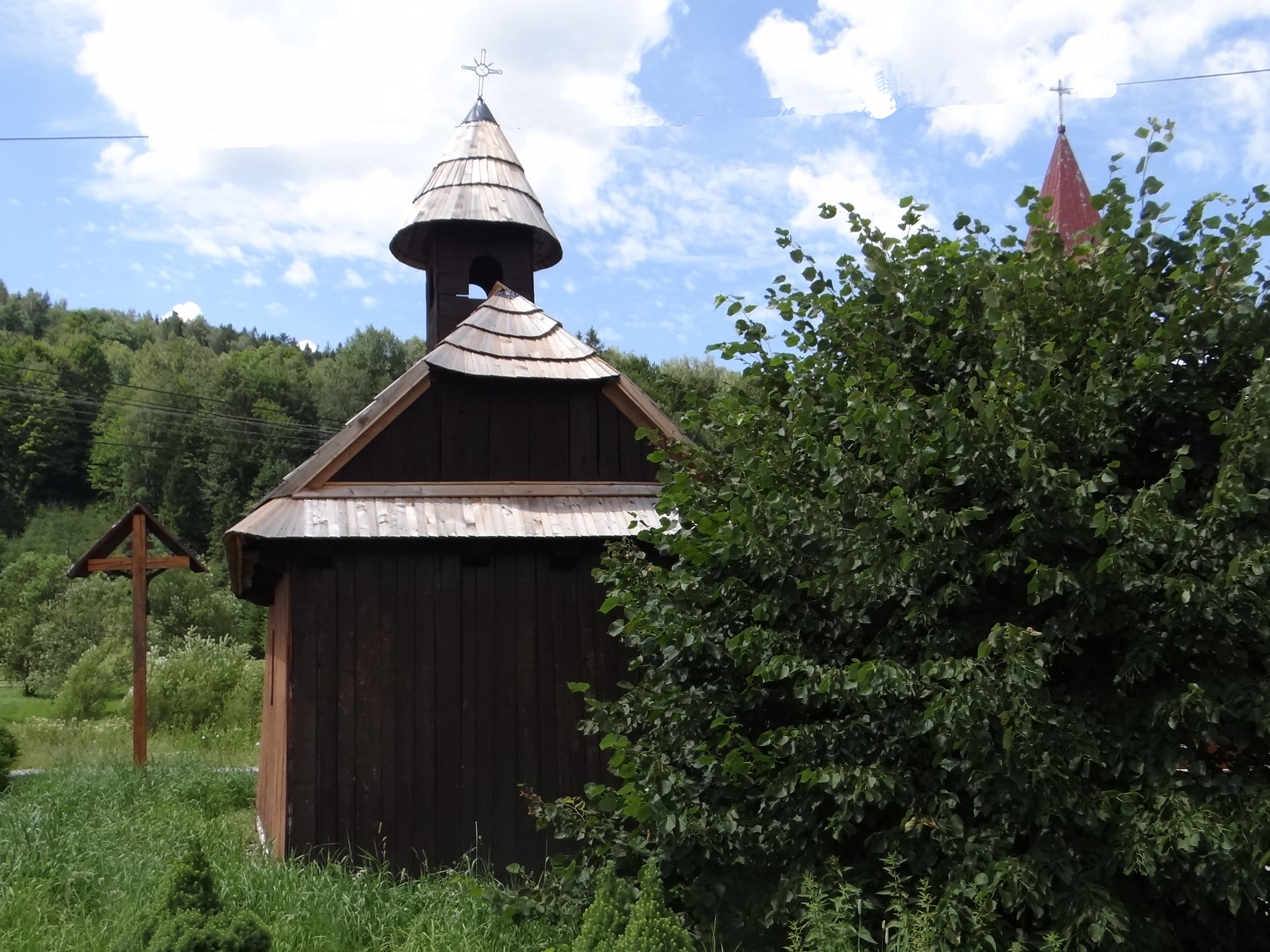
Holzkapelle